# Charles-Michel Billard
Pour les articles homonymes, voir Billard (homonymie).
Charles-Michel Billard, aussi connu sous le nom de Dr Billard d’Angers, né le 16 juin 1800 à Pellouailles-les-Vignes (Maine-et-Loire) et mort le 21 janvier 1832, est un médecin français, spécialisé dans le développement de la vie et la naissance.

## Biographie

### Jeunesse
Charles-Michel Billard nait le 16 juin 1800 à Pellouailles-les-Vignes,. Son père, Charles-André-René Billard, est secrétaire de l’administration municipale du canton. Sa mère est Jeanne-Renée Blanchoin. Il a un frère, Louis Fidèle, de deux ans son cadet.
Sa mère meurt le 4 juin 1805 à Pellouailles-les-Vignes. Son frère et lui sont alors confiés à leur tante, qui les élève. Son père décède à Angers le 21 février 1807. Il passe beaucoup de temps avec Charles-Prosper Ollivier, de quatre ans son ainé et avec qui il partage un lien de parenté. Ce dernier écrira la Notice historique sur la vie et les travaux de C.-M. Billard.
En 1810, il fait sa rentrée au collège de Laval, avant de rejoindre, en 1813, le lycée d'Angers. Il s’intéresse à l’histoire, la littérature, peu aux mathématiques, mais beaucoup plus à l’observation de la nature, la botanique et la minéralogie. 

### Études de médecine
En 1819, il suit les cours d’instruction médicales d’Angers qui, l’année suivante, deviennent l’École secondaire de médecine. Il devient externe à l’hôpital, puis, en 1821, interne. Cet internat lui est profitable. En effet, d’après Charles-Prosper Ollivier, « à part les grands hôpitaux de Paris et Lyon, il en est peu qui offrent autant de moyens d’étude que l’Hôtel-Dieu d’Angers ». Il lit Francis Bacon, philosophe des sciences anglais, et Jean-Baptiste Morgagni, anatomiste italien. Il met en pratique les principes d’observation développés par Morgagni, notamment en participant en 1823 au concours de l’Athénée de médecine de Paris, portant sur la membrane muqueuse gastro-intestinale. Charles-Michel Billard développe une méthode pour « connaître les caractères physiques et anatomiques de l’état sain des organes, afin de pouvoir juger avec précision du degré d’altération que présentent des organes malades », décrite dans l’ouvrage De la Membrane muqueuse gastro-intestinale, dans l’état sain et dans l’état inflammatoire ou Recherches d’anatomie pathologique sur les divers aspects sains et morbides que peuvent présenter l’estomac et les intestins,. En 1824, il reçoit le premier prix à ce concours, et devient membre correspondant de l’Athénée de médecine.

### Études à Paris

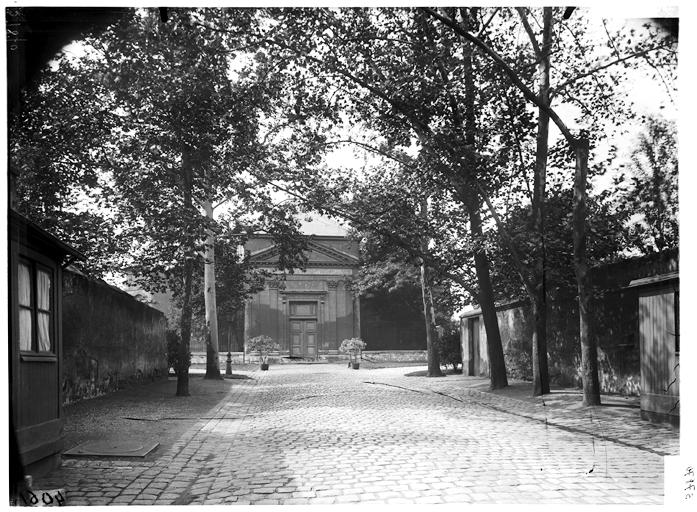
Hôpital des Enfants-Trouvés, où Charles-Michel Billard exerçait.

Après le concours, Charles-Michel Billard souhaite devenir médecin. Pour cela, en 1924, il doit continuer ses études à Paris,,. Toutefois, pour payer ses études, il doit vendre une maison dont il a hérité. Son ouvrage sur la membrane muqueuse gastro-intestinale est publié en 1825. Il est dédié aux professeurs de l’école d’Angers et à Pierre-Augustin Béclard, anatomiste angevin. Ce dernier l’a accueilli à son arrivée à Paris, l’a guidé dans son travail à la Salpêtrière, et meurt avant la publication de l’ouvrage. Charles-Michel Billard écrit de lui qu’il était « [s]on maître et [s]on compatriote ». En 1826, il est classé premier parmi les internes. Après avoir travaillé sur les maladies de la vieillesse, il rejoint l’hôpital des Enfants-Trouvés où il travaille aux côtés de Jacques-François Baron,. Il travaille également à la maison de santé de Dubois,.
À Paris, Charles-Michel Billard reste en contact avec les Angevins. D’abord, ceux qui sont à Paris : David d’Angers, Pierre-Augustin Béclard — jusqu’à sa mort en 1825 — ou encore Charles-Prosper Ollivier. Il garde un contact épistolaire avec les médecins à Angers, notamment Germanicus Mirault, à qui il envoie les avancées sur ses travaux, comme un rapport sur une technique opératoire de la fracture du sternum. Il expédie également à Angers du matériel médical trouvable uniquement à Paris. En 1826, il reçoit de la part de Michel Chevreul un exemplaire de son Précis de l’art des accouchements. Charles-Michel Billard y adjoint son texte Petite histoire des vices de conformation du fœtus. Il passe beaucoup de temps à écrire des articles, ce qui ne fait que repousser la fin des études, qu’il finit en 1828. Il concentre ses travaux sur le développement de la vie et la naissance.
Alors qu’il travaille à l’hôpital des Enfants-Trouvés, Charles-Michel Billard se rend compte que la littérature concernant les pathologies des nouveau-nés n’est qu’une ébauche. La pratique d’alors était de comparer la médecine des nouveau-nés et la médecine vétérinaire, car dans les deux cas, le praticien n’obtient pas d’information de la part du patient. En 1752, Nils Rosén von Rosenstein, médecin suédois à l’université d’Uppsala, avait publié De Morbis Infantum, ouvrage dans lequel il s’intéressait à ces questions. L’ouvrage avait été traduit en français par le médecin français Jean Baptiste Lefebvre de Villebrune et publié en 1778 sous le titre de Traité des maladies des enfants. À partir du XIXe siècle, des articles sur les maladies des nourrissons étaient publiés, mais ils ne concernaient souvent que le traitement des symptômes. En 1761, l’italien Jean-Baptiste Morgagni dressait le constat suivant : « La voie à suivre pour étudier les maladies des nouveau-nés par une observation attentive et précise lors de la dissection après la mort, ainsi que de leur vivant, est très large et, en même temps, presque inexplorée. ». Charles-Prosper Ollivier réitère le constat lorsqu’il écrit, en 1937, l’avertissement à la 3e édition de l’ouvrage de Billard : « La pathologie des nouveau-nés proprement dits, était restée dans une espèce d’oubli. ».
Charles-Michel Billard écrit plusieurs articles qui paraissent dans Les Archives Générales de Médecine, tels que La chute du cordon ombilical ou Le cri du nouveau-né. En 1928, il publie son Traité des maladies des enfans nouveau-nés et à la mamelle, fondé sur de nouvelles observations cliniques et d’anatomie pathologique, qu’il dédie à Jacques-François Baron, en « hommage d’estime et de reconnaissance ». L’ouvrage comporte 650 pages et traite de toutes les maladies infantiles en se basant sur l’observation clinique et post mortem. Il explique ainsi sa démarche :

« Placé pendant un an comme élève interne à l’Hospice des enfants-trouvés de Paris, j’ai observé avec attention les enfants qui ont été soumis aux soins de M. Baron, dont je ne saurais trop louer l’extrême obligeance, et lorsqu’ils ont succombé aux maladies dont ils étaient atteints, j’ai ouvert les cadavres et j’ai recherché dans tous leurs organes les causes et le siège de ces maladies. Ainsi s’est trouvé rempli le vœu de Morgagni. J’ai pu rapprocher de la sorte les symptômes notés pendant la vie, des lésions anatomiques qui les avaient déterminés, et de cette double observation j’ai vu découler naturellement l’étiologie et la symptomatologie des maladies des enfants naissants. »

Cet ouvrage est considéré comme plus moderne, parce qu’il contient plus de citations, d’expériences et de cas étudiés. Le professeur Bernard-Louis Salle écrit que l’ouvrage de Billard a été « le point de départ de toutes les acquisitions ultérieures » en néonatologie. La même année, pour compléter son traité, il fait paraitre son Atlas d’anatomie, dont les dix planches sont peintes de sa main.

Planches de l’Atlas d’anatomie pathologique
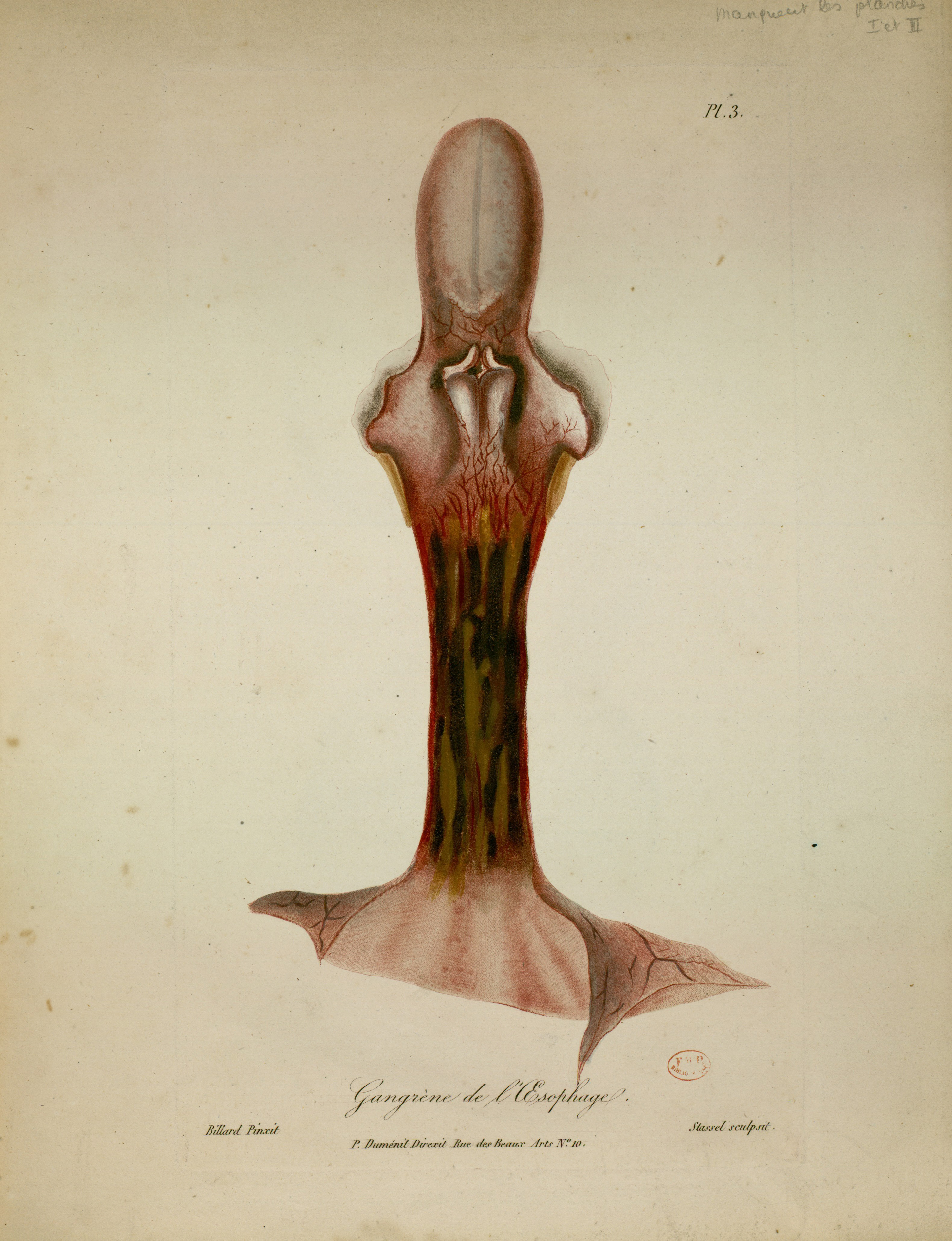
Planche no 3
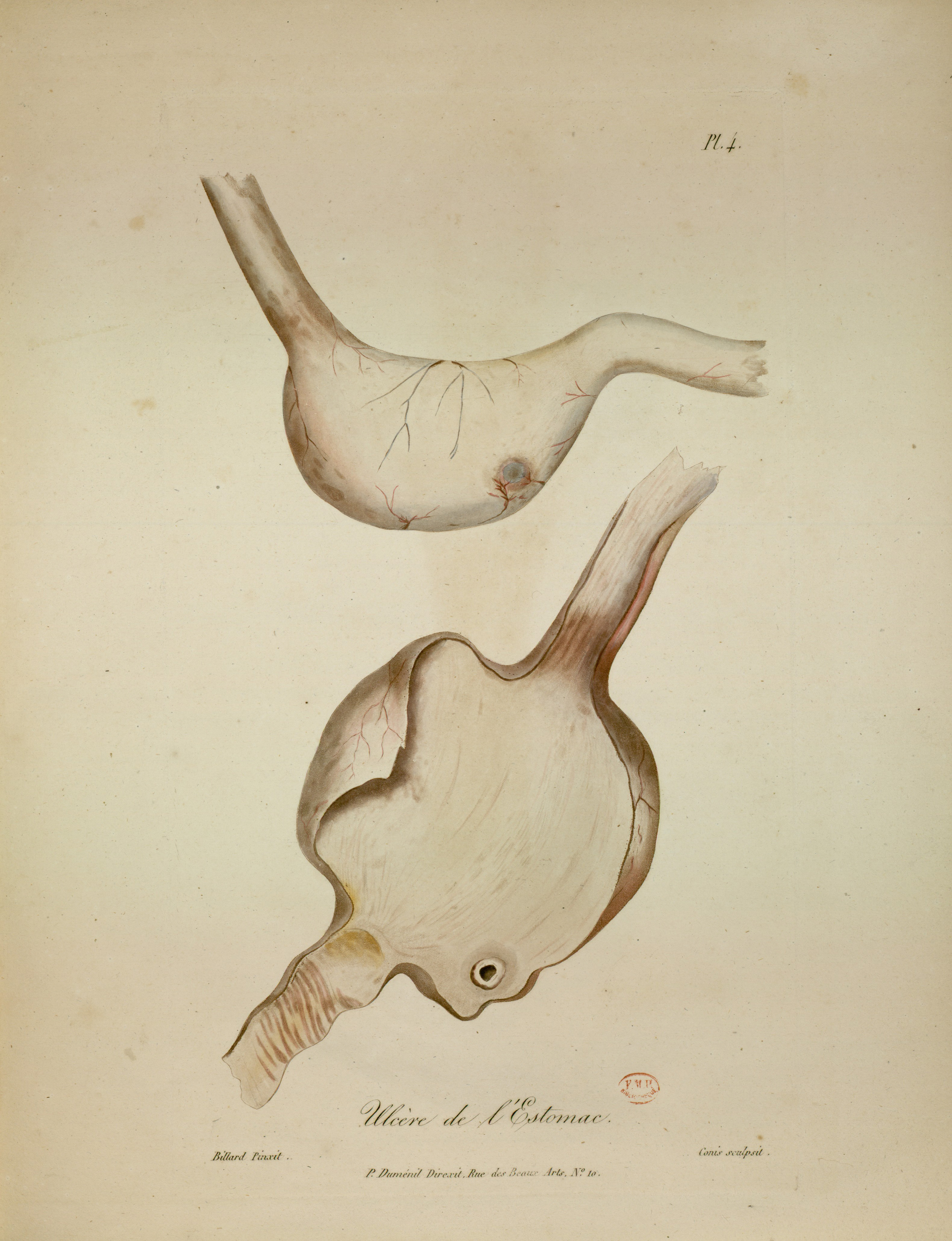
Planche no 4
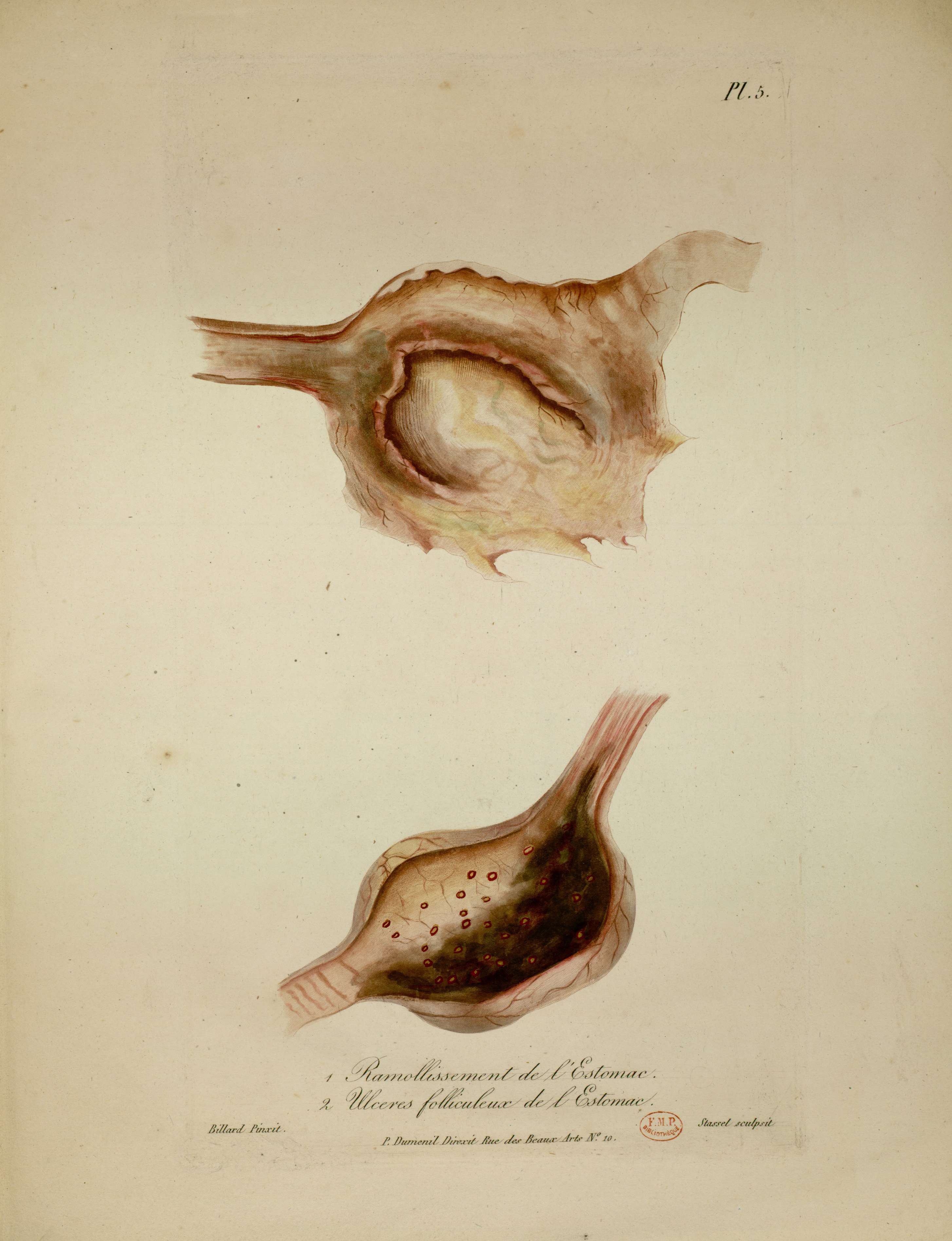
Planche no 5
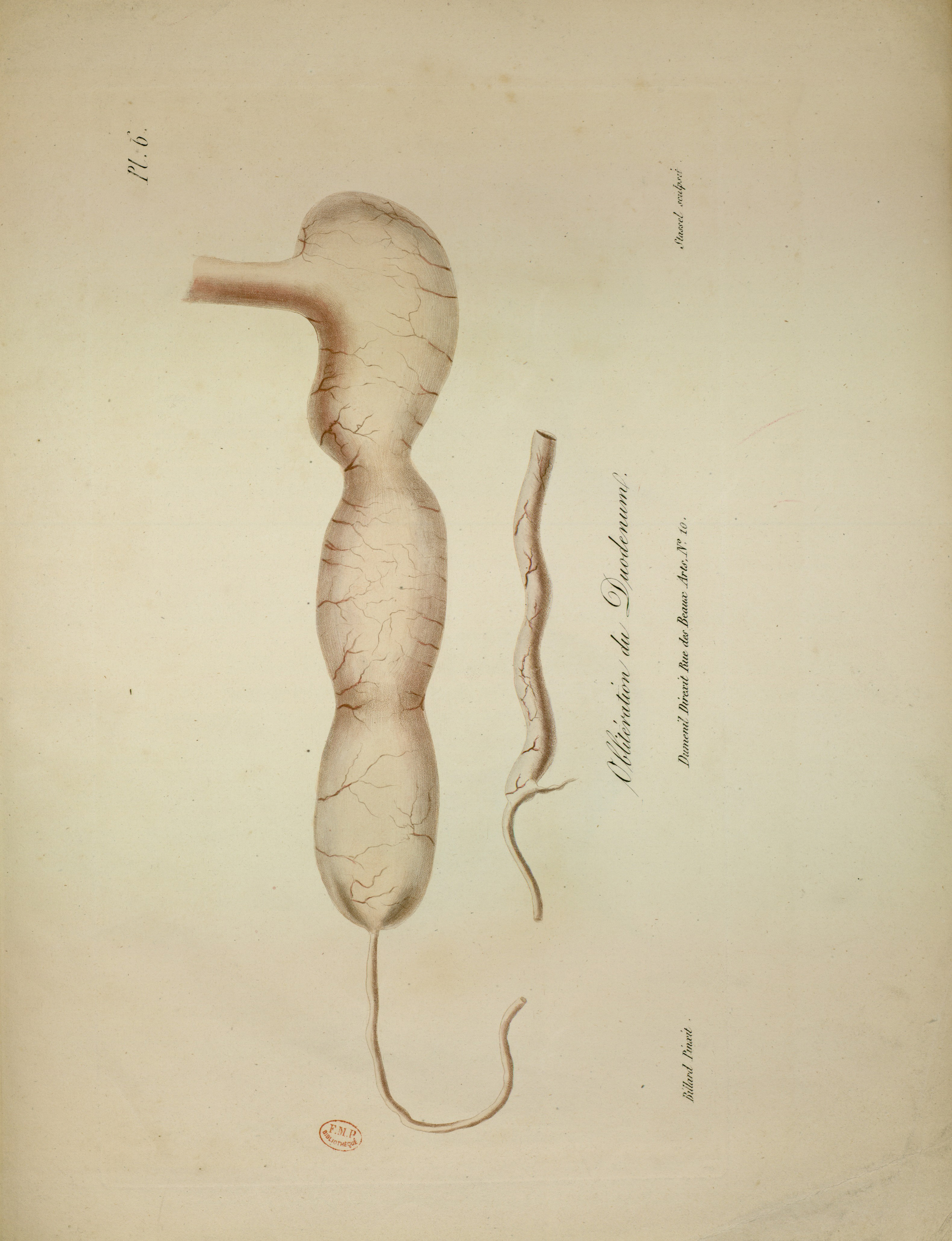
Planche no 6
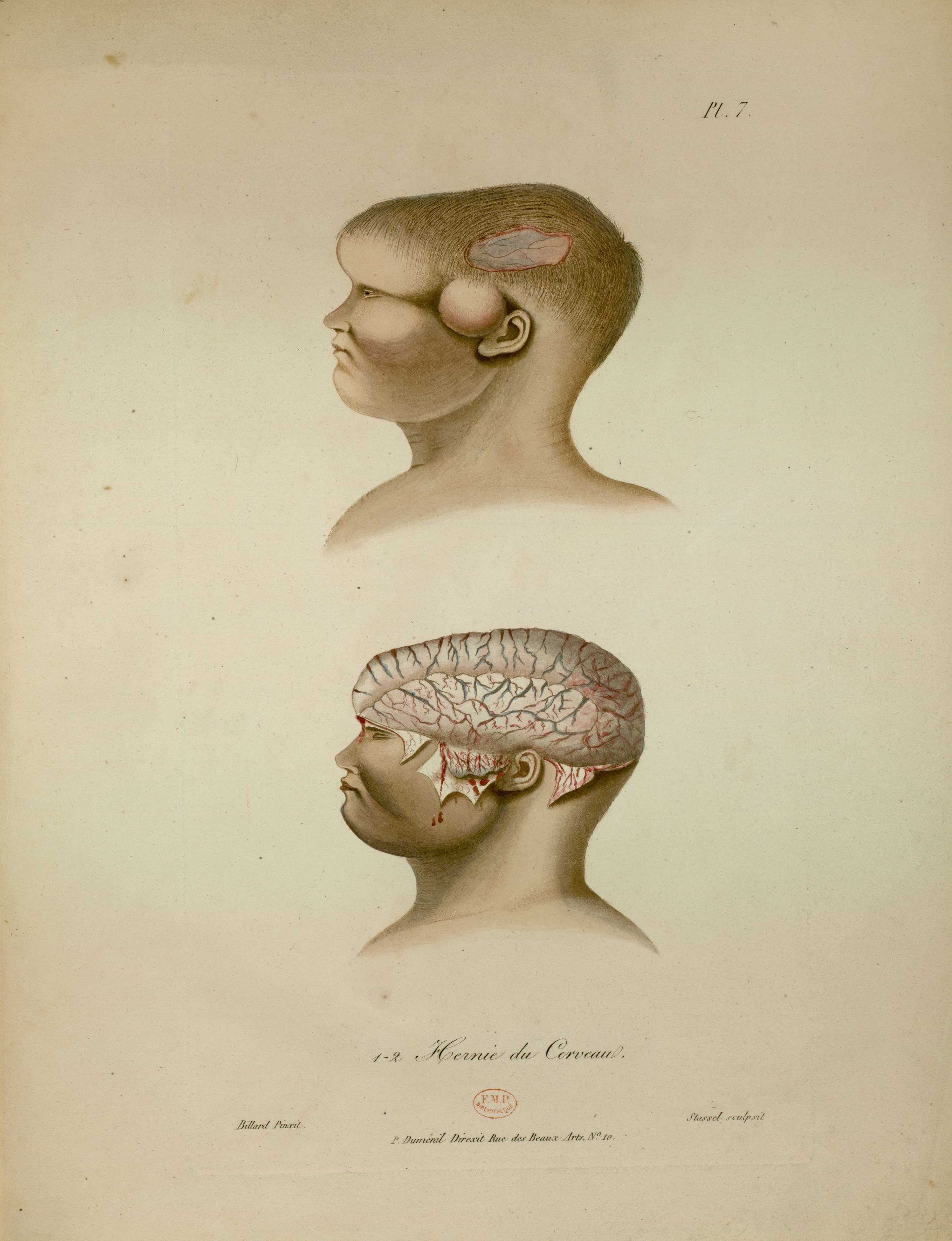
Planche no 7
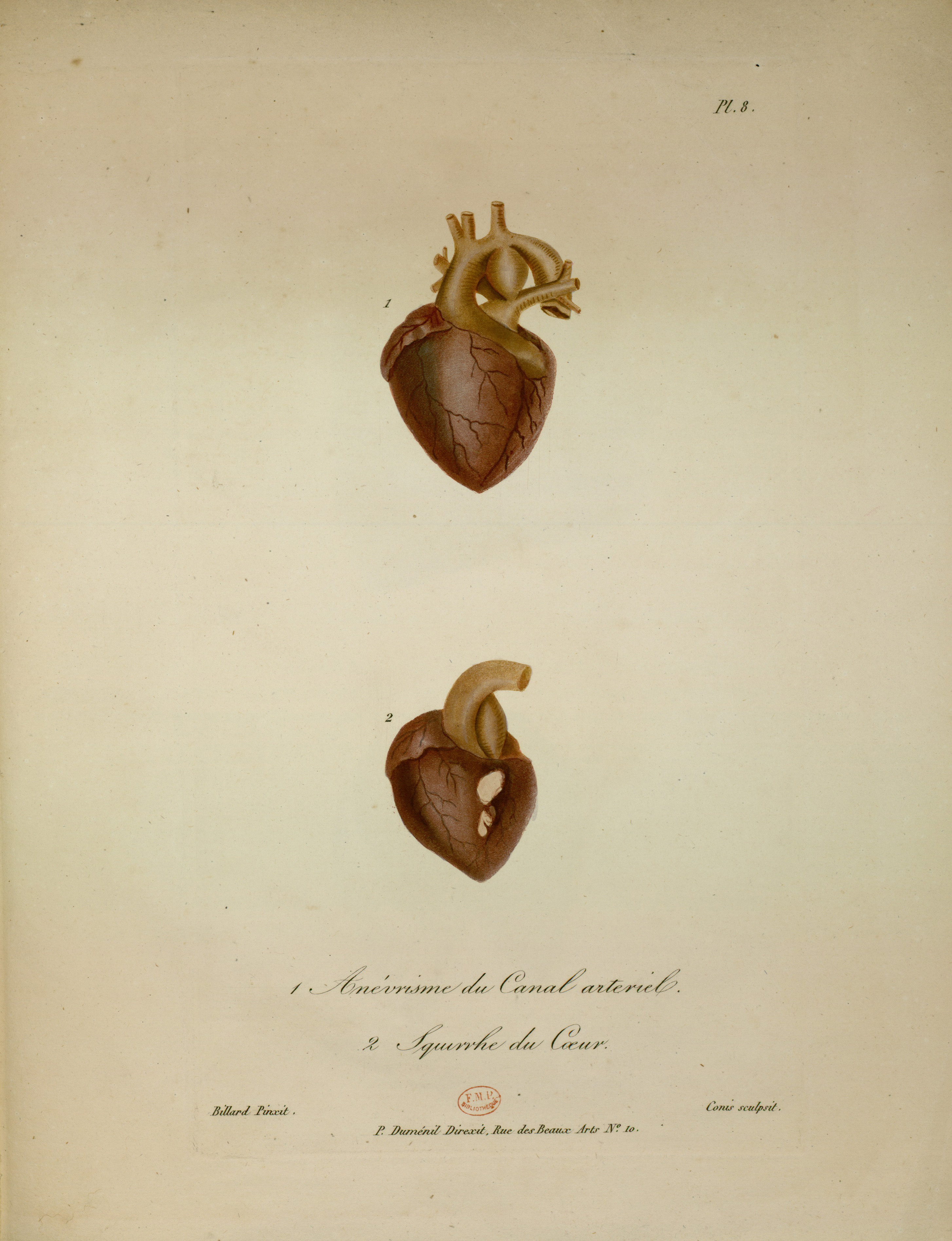
Planche no 8
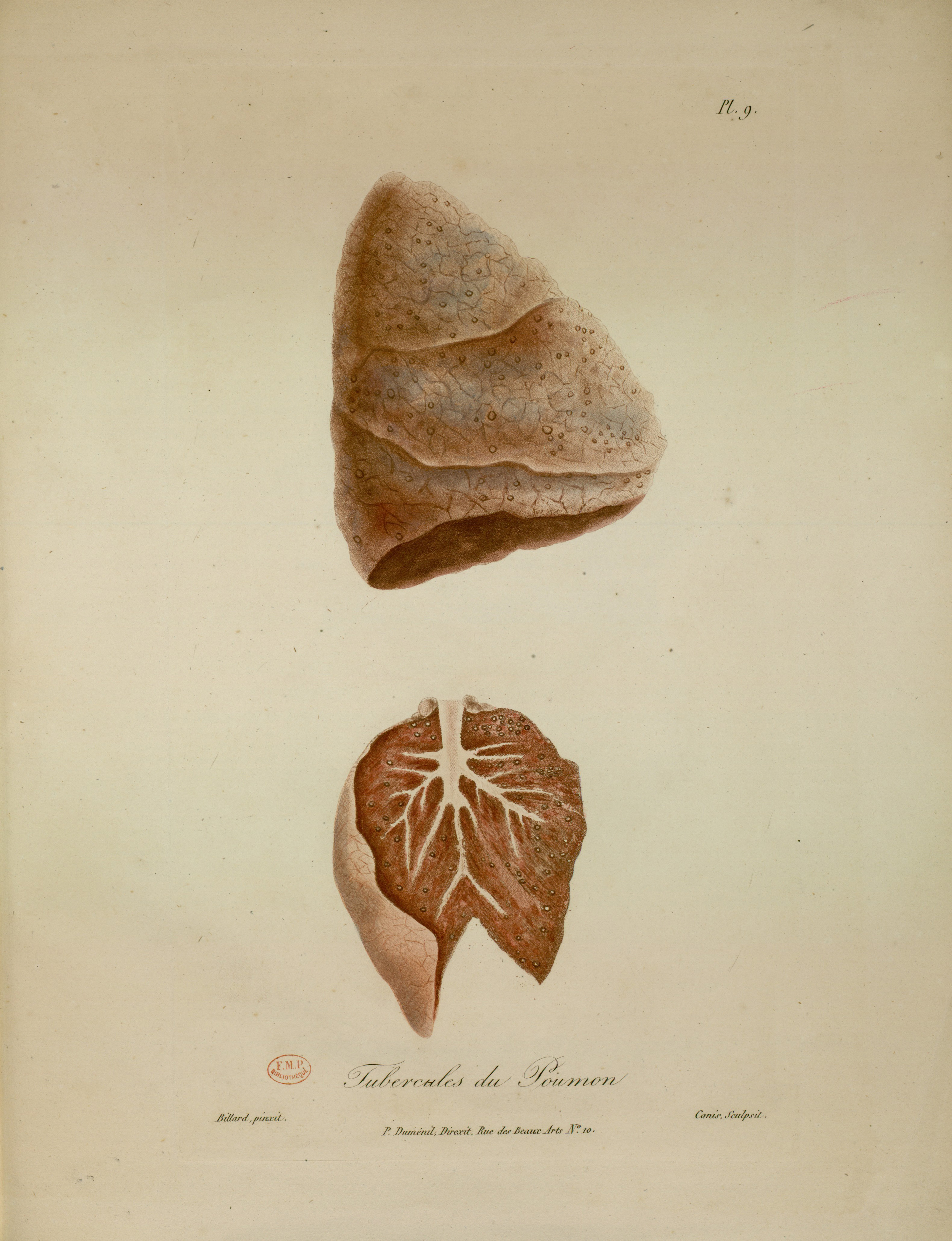
Planche no 9
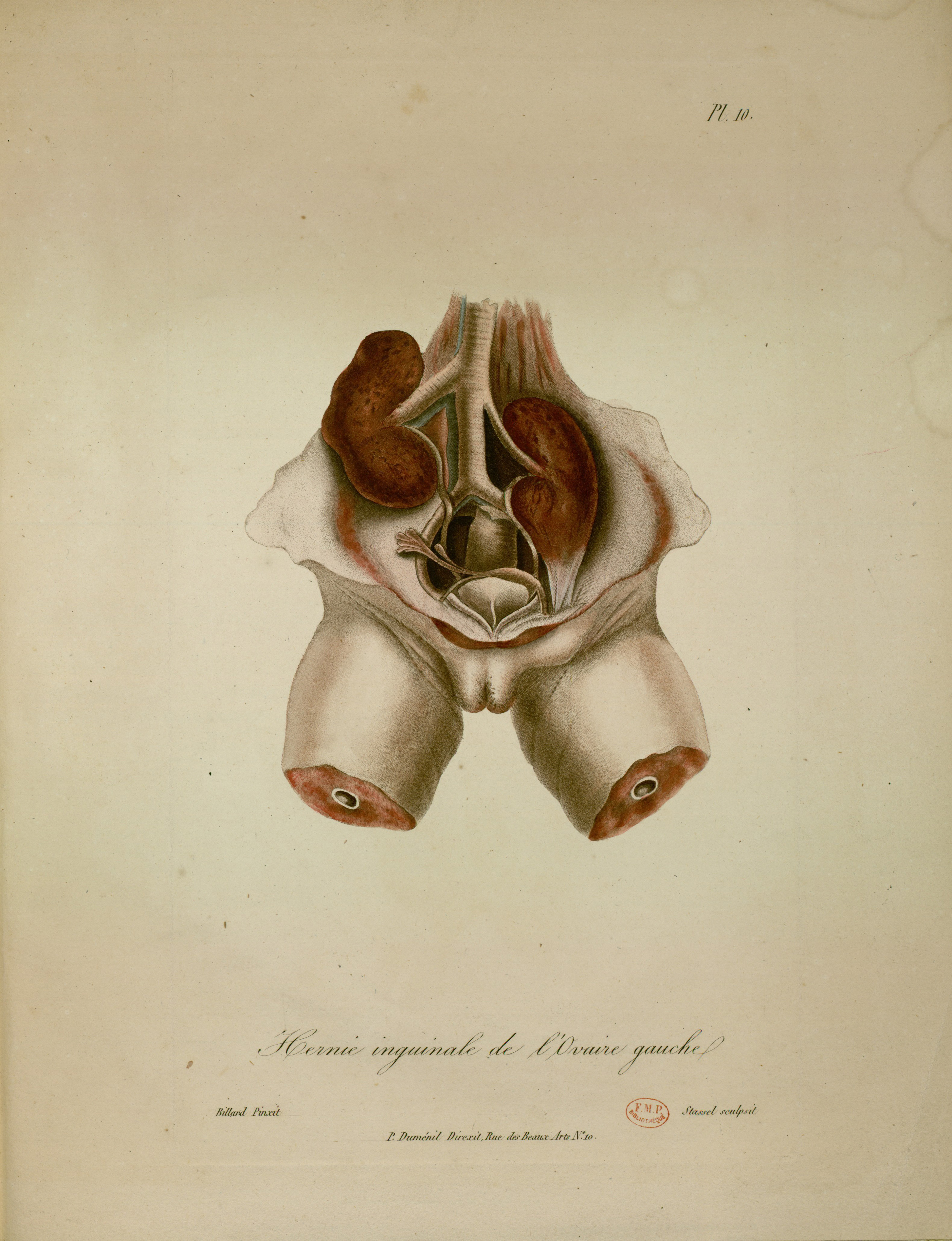
Planche no 10

### Retour à Angers
Une fois ses études finies, Charles-Michel Billard retourne à Angers en mars 1828, où il reste jusqu’à sa mort, ce qui lui vaudra le surnom de Dr Billard d’Angers. Il y retrouve de nombreux amis en exerçant la médecine, dont David d’Angers, et Charles-Prosper Ollivier. Le 29 juillet 1828, Charles-Michel Billard épouse Anne Guérin, avec qui il a un enfant.
Charles-Michel Billard obtient rapidement une clientèle importante, ce qui lui permet d’acquérir plusieurs biens immobiliers : il fait l’acquisition d’une maison à Angers, rue de la Poissonnerie, en 1828, puis du domaine de Beauregard en 1829, et du domaine de la Rousselière à Savennières, en 1831. Il ajuste également ses honoraires pour pouvoir accueillir une clientèle plus modeste. 
Charles-Michel Billard s’implique également dans la vie d’Angers : il est membre du comité de salubrité et participe à la gestion d’une institution pour sourds-muets. Il œuvre, avec d’autres, comme le docteur Bigot, à un « projet d’association pour l’extinction de la mendicité dans la ville d’Angers ». Cette association s’inscrit dans le mouvement pour le contrôle des populations pauvres et l’encadrement sociale et morale des indigents, notamment par l’enfermement. Il est le principal acteur de la mise en place du dépôt de mendicité d’Angers. 

### Reconnaissance européenne
Charles-Michel Billard connait plusieurs langues : le français, sa langue maternelle, mais également l’anglais, l’allemand et l’italien. Il étudie l’espagnol. D’après Henri Legludic, médecin angevin, Charles-Michel Billard a « pri[s] goût à la littérature médicale étrangère » auprès de Pierre-Augustin Béclard,. Avec ses connaissances de l’anglais, il traduit en français et publie dans Les Archives générales de Médecine des articles écrits en anglais. Il traduit également des ouvrages, comme les Principes de chimie de Thomas Thomson, le Dictionnaire de chirurgie pratique de Samuel Cooper (en) ou encore les Leçons sur les maladies des yeux de William Lawrence (en), auquel il rajoute son Précis de l’anatomie de l’œil. Par ses traductions, Charles-Michel Billard se fait connaitre en France et au Royaume-Uni.
Charles-Michel Billard visite des universités anglaises et écossaises, où il assiste et participe aux différents cours. Il porte également son attention sur l’organisation des établissements de santé publics, dont il tire, en 1827, le mémoire Coup d’œil sur les hôpitaux, les établissements de charité et l’instruction médicale en Angleterre. D’après Charles-Prosper Ollivier, Charles-Michel Billard écrit des poèmes inspirés par ses voyages, sans jamais les publier. Il visite également les hôpitaux du sud de la France, de Lyon, de la Savoie et de Genève. Membre de plusieurs sociétés savantes françaises et étrangères, il bénéficie d’une reconnaissance européenne : plusieurs de ses ouvrages sont traduits en anglais et en allemand. Ses voyages lui permettent de rencontrer plusieurs grands médecins, dont William Lawrence.
Charles-Michel Billard n’occupe aucune place : il refuse les chaires qui lui sont proposées, et choisit plutôt de s’installer dans sa ville d’origine en mars 1828.

### Mort et hommages

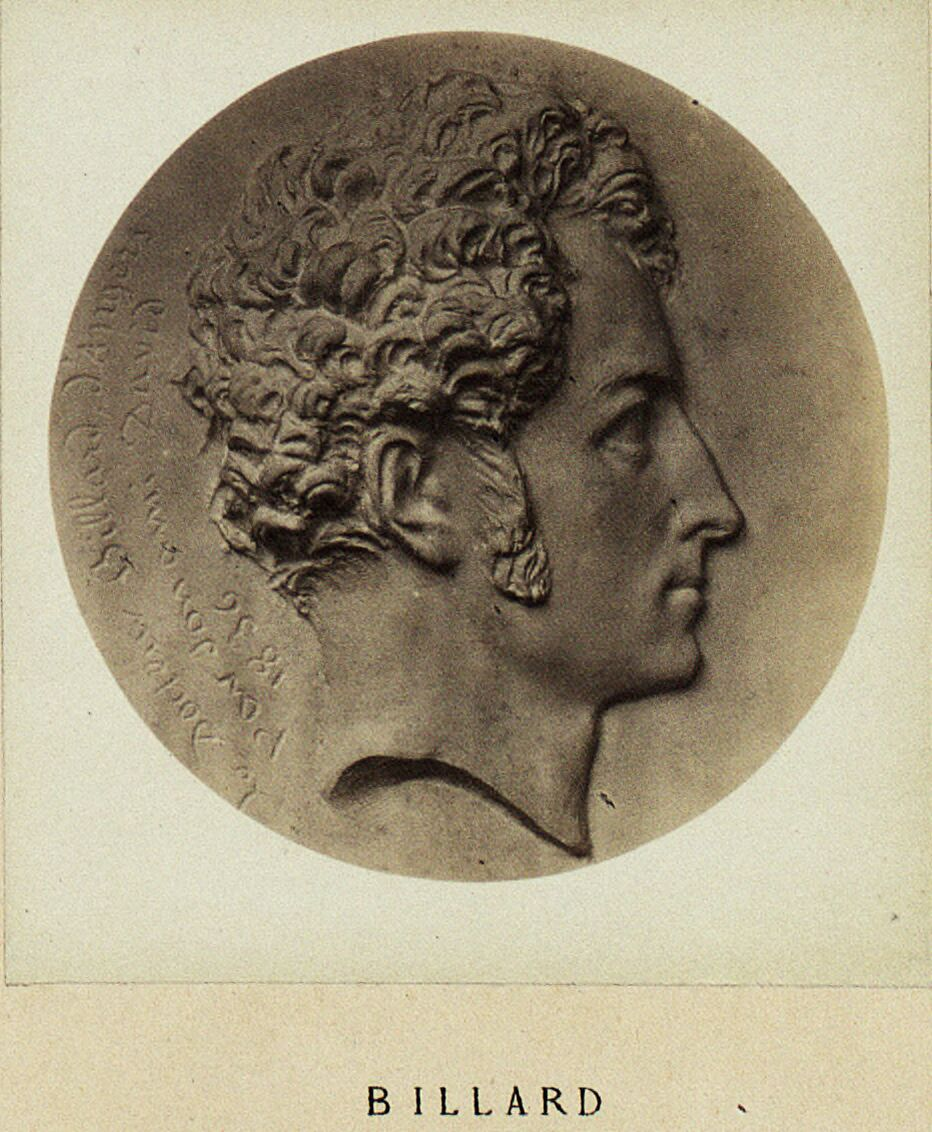
Charles-Michel Billard, médaillon par David d’Angers. Le texte sur le côté gauche indique Le Docteur Billard d’Angers/Par son ami David/1836.

Charles-Michel Billard meurt le 31 janvier 1832 de la tuberculose. D’après la presse locale, il est pleuré par les angevins. De nombreuses personnes lui rendent hommage, comme le docteur Laroche qui prononce son éloge funèbre, le directeur de l’École secondaire de médecine d’Angers, Lachèse, qui publie une notice biographique, ou encore Leroux qui fait un portrait à l’eau-forte,.
Le 13 juin 1833, une grande cérémonie d’hommage a lieu au musée d’Angers, où a été installé un buste en marbre sculpté par David d’Angers et financé par souscription. 
En 1881, une rue d’Angers est nommée en son honneur. La délibération du conseil municipal indique : « Médecin célèbre qui sut, bien que tout jeune, se faire par ses publications une réputation presque européenne. Angers lui doit la formation du dépôt de mendicité. ».

## Œuvres

### Ouvrages originaux
- De la membrane muqueuse gastro-intestinale, dans l'état sain et dans l'état inflammatoire : recherches d'anatomie pathologique sur les différents aspects sains et morbides que peuvent présenter l'estomac et les intestins  (Ouvrage couronné par l'Athénée de médecine de Paris), Paris, Gabon et Cie, libraires, 1825, 565 p. (OCLC 3766371, lire en ligne)
- Dissertation médico-légale sur la viabilité… Paris, Impr. Didot. 1828. (Texte intégral.)
- Traité des maladies des enfans nouveau-nés et à la mamelle, fondé sur de nouvelles observations cliniques et d’anatomie pathologique, 1828, 1re éd.
- Traité des maladies des enfans nouveau-nés et à la mamelle, fondé sur de nouvelles observations cliniques et d’anatomie pathologique  (préf. Charles-Prosper Ollivier, augmenté d’un Mémoire médico-légal sur la viabilité du fœtus), Paris, Jean-Baptiste Baillière, Libraire de l’académie royale de médecine, 1833, 2e éd., 728 p. (lire en ligne)
- Traité des maladies des enfans nouveau-nés et à la mamelle, fondé sur de nouvelles observations cliniques et d’anatomie pathologique  (préf. Charles-Prosper Ollivier), 1837, 3e éd.
  - (en) A Treatise on the Disease of Infants  (trad. James Stewart, basé sur la 3e édition), 1850 (lire en ligne)
- Atlas d’anatomie pathologique : pour servir à l’histoire des maladies des enfans, Paris, Jean-Baptiste Baillière, Libraire de l’académie royale de médecine, 1828 (lire sur Wikisource)

### Traductions
- Thomas Thomson, Principes de la chimie, établis par les expériences, ou Essai sur les proportions définies dans la composition des corps, Traducteur  Charles Michel Billard, Paris, 1825, Crevot

#### Denéchère, 2009
1. 1 2 3 4 5 6  Denéchère 2009, §4.
2. 1 2 3 4 5 6 7  Denéchère 2009, §5.
3. 1 2 3  Denéchère 2009, §6.
4. 1 2 3 4 5 6 7  Denéchère 2009, §7.
5. 1 2 3 4 5 6 7  Denéchère 2009, §8.
6. 1 2 3 4 5 6  Denéchère 2009, §9.
7. 1 2 3  Denéchère 2009, §10.
8. 1 2 3  Denéchère 2009, §11.
9. 1 2  Denéchère 2009, §14.
10. 1 2 3 4  Denéchère 2009, §17.
11. 1 2  Denéchère 2009, §15.
12. 1 2 3 4  Denéchère 2009, §16.
13. 1 2 3 4 5 6  Denéchère 2009, §12.
14. 1 2 3 4 5 6  Denéchère 2009, §13.
15. ↑  Denéchère 2009, §18.
16. 1 2  Denéchère 2009, §19.